# Melundiptiek

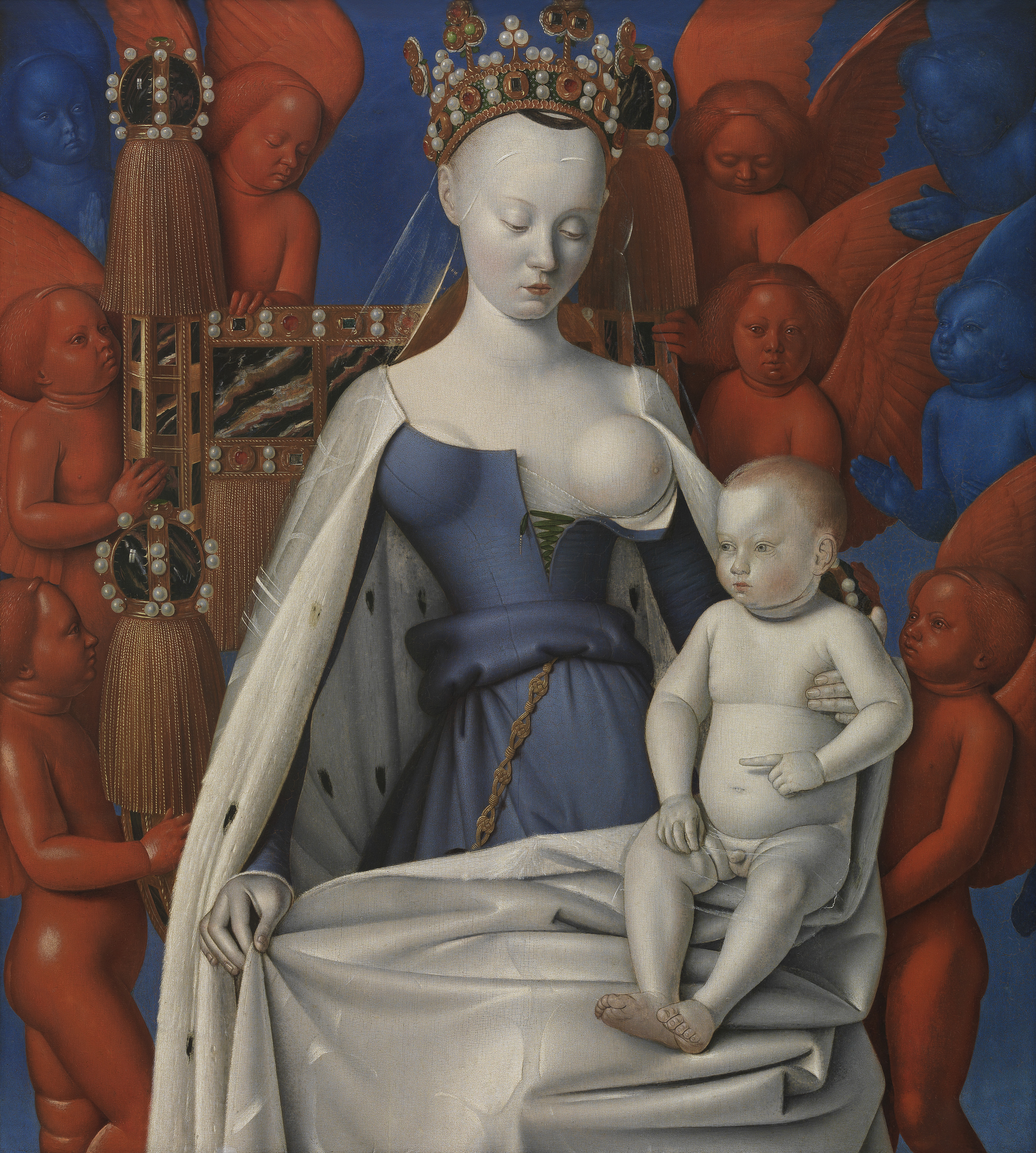
Madonna omringd door serafijnen en cherubijnen, rechterluik van de Melundiptiek, Koninklijk Museum voor Schone Kunsten Antwerpen

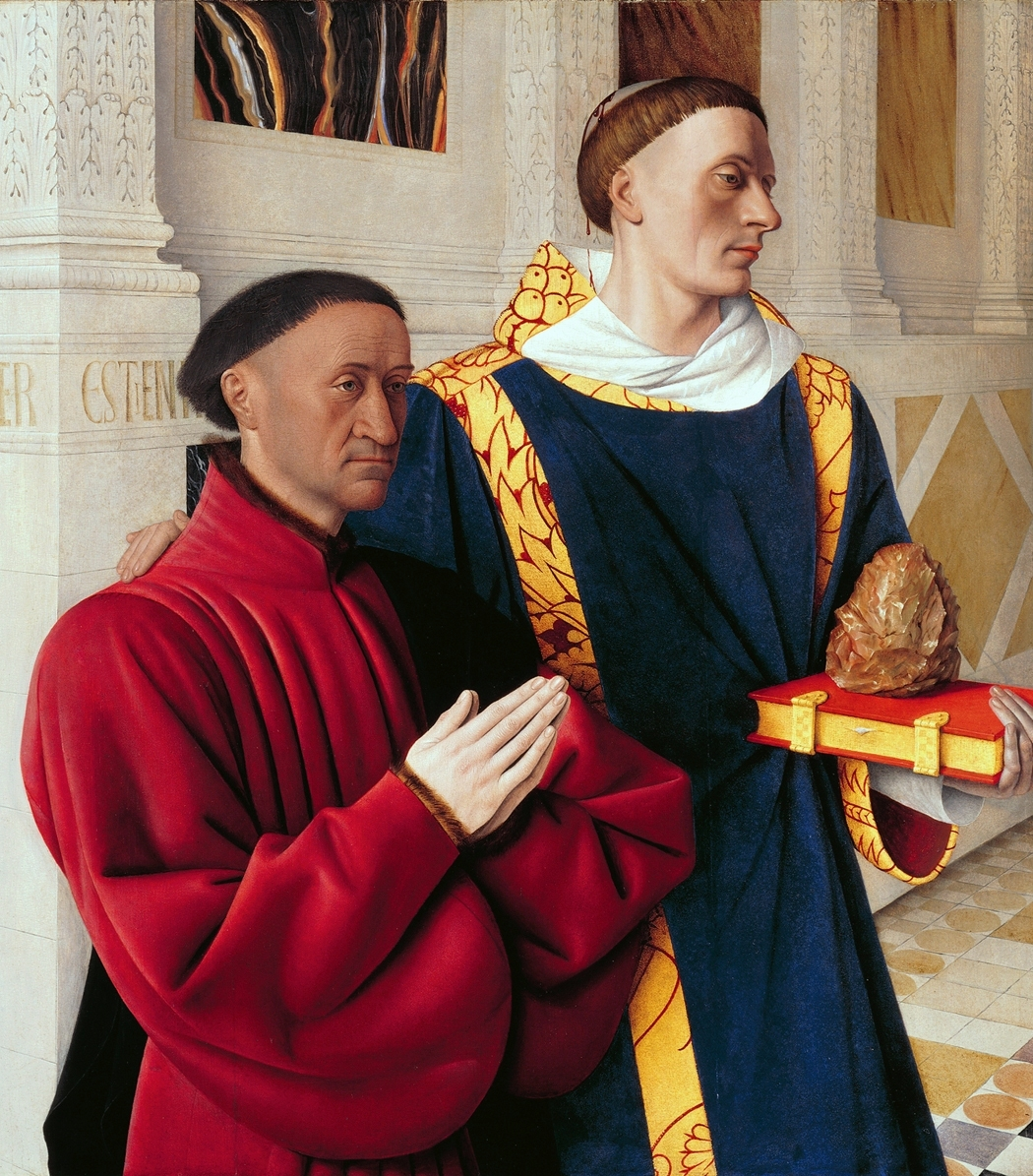
Étienne Chevalier met zijn patroonheilige Sint-Stefanus, linkerluik van de Melundiptiek, Gemäldegalerie (Berlijn)

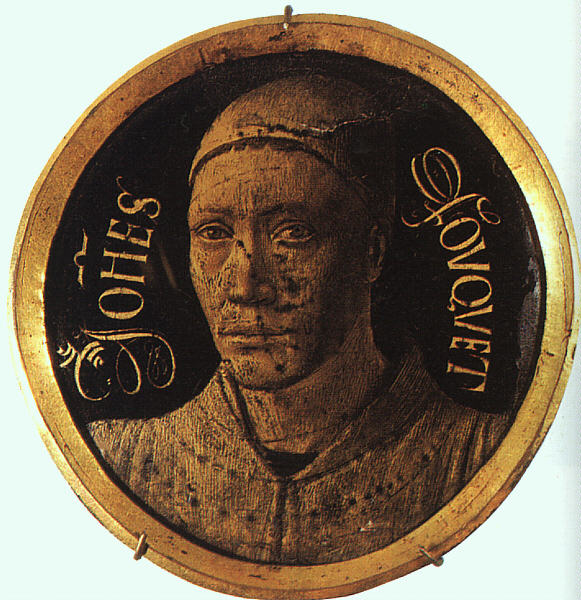
Medaillon met zelfportret, Louvre, Parijs

De Melundiptiek is een olieverfschilderij met twee panelen, gemaakt rond 1452, van de Franse hofschilder Jean Fouquet (1425–1480). De naam van het tweeluik komt van zijn oorspronkelijk huis de collegiale kerk Notre-Dame in Melun. Het rechterpaneel toont Madonna omringd door serafijnen en cherubijnen. Het linkerpaneel toont Étienne Chevalier met zijn patroonheilige Sint-Stefanus. De houten panelen meten elk 93 op 85 centimeter en zouden in het midden aan elkaar gehangen hebben met scharnieren. De twee panelen, oorspronkelijk een tweeluik, zijn nu gescheiden. Het rechterluik bevindt zich in het Koninklijk Museum voor Schone Kunsten Antwerpen. Het linkerluik bevindt zich nu in de Gemäldegalerie (Berlijn). Een medaillon met een zelfportret van Jean Fouquet wordt ook geassocieerd met de twee panelen. Met een diameter van 6 centimeter zou het de lijst hebben versierd. Het medaillon bestaat uit koper, email en goud en bevindt zich nu in het Louvre in Parijs.

## Beschrijving van het linkerpaneel
Aan de linkerkant knielt Étienne Chevalier, de penningmeester van koning Karel VII van Frankrijk, in een rood gewaad met zijn handen in een positie van gebed. De koning hield ervan om niet-aristocraten zoals Chevalier onder hem te hebben omdat hij ze betrouwbaarder vond dan edelen. Rechts van hem staat de beschermheilige van Chevalier, Sint-Stefanus, in de gewaden van een donkere diaken met gouden versiering. Zijn rechterarm is gedrapeerd over de schouder van Chevalier terwijl zijn linkerhand een boek en een puntige steen vasthoudt, zijn representatieattribuut toen hij werd gestenigd tot de dood. De roodbruine steen met het typische patina van silex is waarschijnlijk een acheuleaanse vuistbijl. Beide mannen staren naar rechts, alsof ze naar de Maagd en kind op het andere paneel kijken. De muur achter de penningmeester en zijn beschermheilige is ingelegd met marmeren panelen en heeft gedetailleerde witte en gouden lijsten. De neutrale kleuren van de tegelvloer vormen een schril contrast met de verzadigde kleuren van de herenjassen. De identificatie van Chevalier is dankzij een gravure op de muur achter hem die zegt: "IER ESTIEN". Deze belettering is gebruikt om het schilderij aan Fouquet te linken, omdat hij nooit een van zijn werken heeft ondertekend. Het lijkt veel op letters gebruikt in verschillende miniaturen die aan hem worden toegeschreven.

## Beschrijving van het rechterpaneel
Gezeten op een uitgebreide gouden troon, worden de Madonna en het Christuskind afgebeeld in het rechter paneel. De Madonna omringd door serafijnen en cherubijnen draagt een blauwe jurk, witte mantel en een met juwelen ingelegde kroon. Op haar schoot zit het kind, dat een wijzend gebaar maakt met zijn linkerhand naar de beschermheilige en de heilige. De twee zijn omgeven door blauwe en rode cherubijnen, die sterk contrasteren met de bleke huid van de Maagd en het kind. Hoewel de figuren op realistische wijze zijn gemodelleerd, is de stemming wereldvreemd, beschreven door historicus Roger Fry als een droomachtige staat van sentimentalisme. De Madonna wordt hier afgebeeld als de Koningin van de Hemel en is bedoeld om haar te openbaren als tussen de sluier van hemel en aarde. Ze is zowel menselijk als buitenaards. De onnatuurlijke kleuren zijn toegeschreven aan de heraldische kleuren van de koning, zijnde rood, wit en blauw. Men denkt dat de Maagd een geïdealiseerd portret is van Agnès Sorel, minnares van koning Karel VII, die twee jaar eerder stierf. Sorel werd door velen beschouwd als 'de mooiste vrouw ter wereld' en daarom een voor de hand liggende keuze om de Maagd te modelleren. Als minister van Financiën van de koning, was Etienne Chevalier de uitvoerder van haar testament. Haar kostuum en fysieke attributen zijn vergeleken met andere afbeeldingen van Sorel, zoals een ander schilderij van Fouquet waarin haar jurk sterk lijkt op dat van het tweeluik. Er is ook gesuggereerd dat de vrouw de vrouw van Chevalier zou kunnen zijn, Catherine Bude, over wier graf het tweeluik werd gehangen in de Notre-Dame van Melun.

## Beschrijving van het medaillon
De originele lijst van de Melundiptiek was bedekt met blauw fluweel met zilver en goud borduurwerk, antieke liefdesknopen en parels. Het omvatte ook een medaillon met zelfportret van Jean Fouquet. Fouquet wordt frontaal getoond, zijn gouden afbeelding is gegraveerd in de zwarte email achtergrond en omlijst door zijn naam. Men gelooft dat hij deze techniek heeft uitgevonden. De oorspronkelijke positie van het tweeluik hoog boven het graf zou het moeilijk hebben gemaakt om het kleine medaillon te zien en omdat de stukken sindsdien zijn gescheiden, is de exacte positie op het frame onduidelijk. Het medaillon was Fouquets manier om het tweeluik te ondertekenen. Het wordt traditioneel erkend als het oudste getekende zelfportret en is het enige gesigneerde werk van Fouquet.

## Achtergrond
Veel informatie over het leven van Fouquet is duister. De kunstenaar werd geboren in 1420 in Tours, Frankrijk. Hij reisde in 1446 voor twee jaar naar Rome als onderdeel van een Franse delegatie. Fouquet was in dienst van Karel VII en Louis XI en heette "peintre du roi" wat betekent schilder voor de koning. Hij werd opgeroepen om portretten, manuscriptverluchtingen, altaarstukken, efemere versieringen en sculpturale ontwerpen te maken. Hij wordt verondersteld te hebben gereisd naar Florence en Venetië, waar hij het werk van hedendaagse Italiaanse meesters bestudeerde. Deze invloed is te zien in de Melundiptiek omdat er werd gesuggereerd dat de achtergrond van het linkerpaneel een Italiaanse binnenplaats is in empirisch perspectief, vergelijkbaar met de methode van Jacopo Bellini. In tegenstelling tot het paneel Madonna en het kind, dat helemaal geen perspectief heeft, reikt de achtergrond achter Chevalier en Sint-Stefanus diep in de ruimte in een echt Italiaanse stijl. De figuren zijn ook duidelijk en gemodelleerd op realistische wijze in de Italiaanse stijl in tegenstelling tot zijn Franse achtergrond. In het geval van het rechterpaneel zijn de figuren zo glad dat ze gepolijst lijken. Dit effect versterkt de buitenaardse aspecten van dit paneel, in tegenstelling tot de zeer realistische weergave van het linkerpaneel. Etienne Chevalier gaf de opdracht om het Melundiptiek boven het graf van zijn vrouw te hangen. Chevalier had een nauwe relatie met Fouquet en was zijn belangrijkste beschermheer gedurende zijn tijd als penningmeester van de koning. Het tweeluik werd opgehangen boven het graf van Catharine Bude. Dit heeft controverse veroorzaakt over de vraag of een derde paneel nu verloren is. Sommige geleerden geloven dat het deel uitmaakte van een drieluik waarvan het derde paneel de vrouw van Chevalier zou hebben afgebeeld omdat het bedoeld was om boven haar graf te worden opgehangen. Dit had de twee bestaande panelen kunnen verbinden tot een meer samenhangend stuk. Anderen denken dat dit niet het geval is. Een rapport van Denys Godefroy die het stuk in zijn oorspronkelijke context zag in 1660 en daarom de meest betrouwbare bron is die vandaag beschikbaar is, beschrijft geen derde paneel.
Tot 1775 bleef het tweeluik in de kerk van Notre-Dame in Melun. Voor de restauratie heeft het kapittel van de kathedraal besloten om de panelen te verkopen. Het rechterpaneel is gekocht door de burgemeester van Antwerpen en is sinds 1840 in de stad gebleven. Het linkerpaneel is gekocht door Clemens Brentano, een Duitse dichter, en kwam in 1896 bij zijn collectie. De panelen zijn sinds hun scheiding twee keer herenigd, de eerste keer in 1904 toen Frankrijk de panelen leende voor een tentoonstelling van Franse primitieven en de tweede keer in 2017 voor de Jean Fouquettentoonstelling in de Gemäldegalerie in Berlijn.

## Verder lezen
- Paul R. Wescher, Jean Fouquet and His Times (1945; trans. 1947)
- Trenchard Cox, Jehan Foucquet, Native of Tours (1931)
- Klaus G. Perls, Jean Fouquet (1939; trans. 1940)